# Korean Air
Korean Air Co., Ltd. (tiếng Hàn: 주식회사 대한항공; Hanja: 株式會社 大韓航空; Romaja: Jusikhoesa Daehan Hanggong; Hán-Việt: Châu Thức Hội Xã   Đại Hàn Hàng Không; dịch nghĩa đen: "Công ty Cổ phần Hàng không Đại Hàn"), hoạt động với tên gọi Korean Air (Korean Air Lines (KAL) trước năm 1984; (tiếng Hàn: 대한항공; Hanja: 大韓航空; Romaja: Daehan Hanggong; Hán-Việt: Đại Hàn Hàng Không) là hãng hàng không quốc gia của Hàn Quốc dựa trên quy mô đội bay, các điểm đến quốc tế và các chuyến bay quốc tế. Trụ sở toàn cầu của hãng hàng không được đặt tại Seoul, Hàn Quốc.
Korean Air ngày nay được thành lập vào ngày 1 tháng 3 năm 1969, sau khi tập đoàn Hanjin mua lại Korean Air Lines thuộc sở hữu của chính phủ Hàn Quốc, đã hoạt động từ tháng 6 năm 1962. Mặc dù Korean Air thuộc sở hữu của Tập đoàn Hanjin, KAL được kiểm soát bởi phần lớn Tập đoàn Hanjin KAL. Gia đình chủ sở hữu của Tập đoàn Hanjin vẫn là cổ đông lớn nhất và kiểm soát của hãng hàng không; Cho Won-tae (Walter Cho), CEO và giám đốc điều hành hiện tại của nó, là thế hệ thứ ba của gia đình lãnh đạo hãng hàng không. Tính đến ngày 5 tháng 6 năm 2020, Hanjin KAL nắm giữ 29,27% cổ phần của Korean Air. Korean Air là thành viên sáng lập của liên minh hàng không SkyTeam và SkyTeam Cargo.
Bộ phận hành khách quốc tế của Korean Air và bộ phận vận chuyển hàng hóa công ty con có liên quan cùng phục vụ 126 thành phố ở 44 quốc gia, trong khi bộ phận nội địa của hãng phục vụ 13 điểm đến. Nó nằm trong số 20 hãng hàng không hàng đầu trên thế giới về lượng hành khách được vận chuyển và cũng là một trong những hãng hàng không vận chuyển hàng hóa quốc tế được xếp hạng hàng đầu. Nhà ga số 2 của Sân bay quốc tế Incheon đóng vai trò là trung tâm quốc tế của Korean Air. Korean Air cũng duy trì một khuôn viên trụ sở vệ tinh tại Incheon. Phần lớn phi công, nhân viên mặt đất và tiếp viên của Korean Air có trụ sở đặt tại Seoul. Hãng hàng không có khoảng 20,540 nhân viên tính đến tháng 12 năm 2014.

## Lịch sử

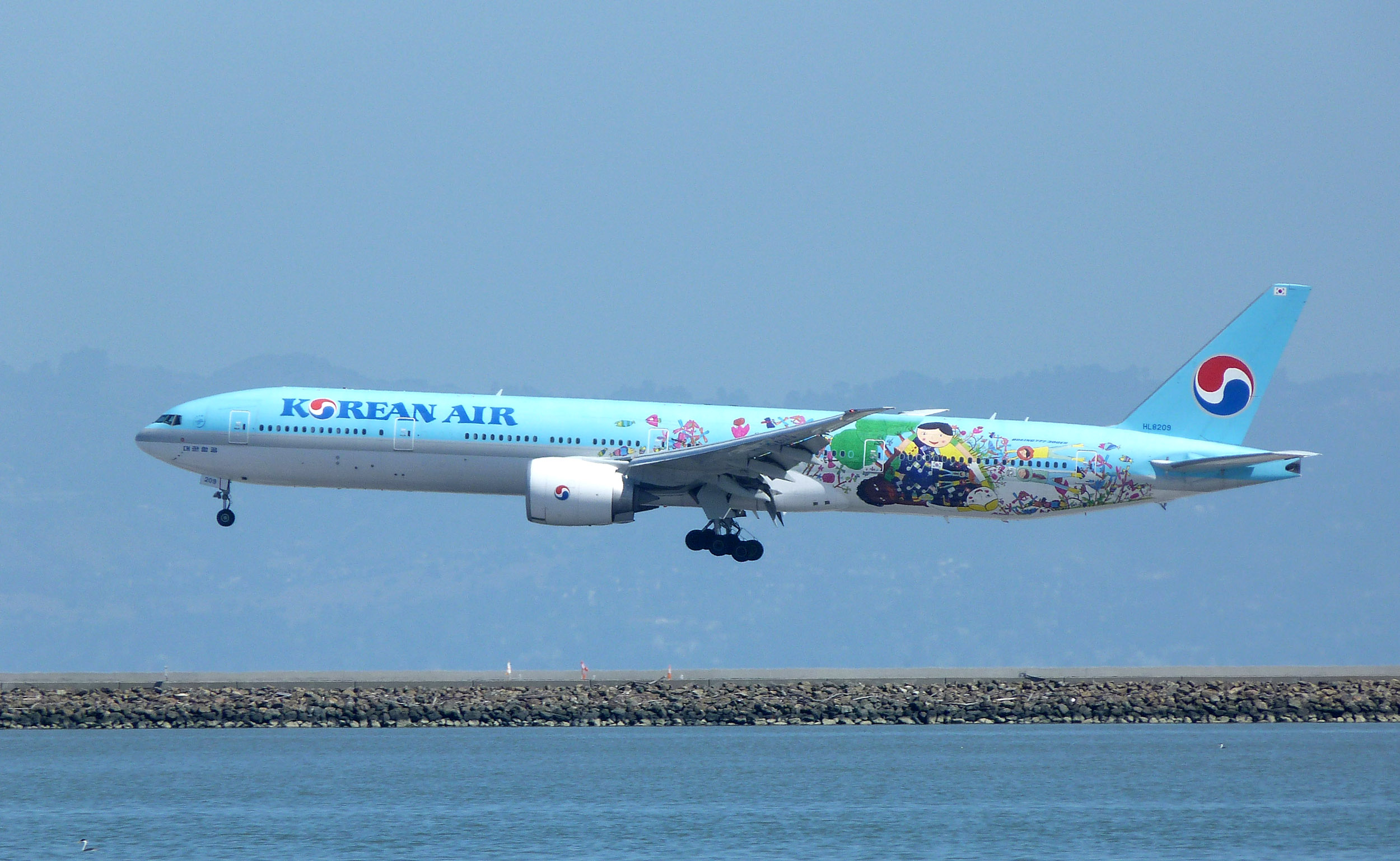
Boeing 777-300ER mang màu sơn với chủ đề Children's Drawing Contest.

Korean Air được thành lập vào năm 1946 với tên gọi Korean National Airlines (KNA), bắt đầu được thay thế và hoạt động đầy đủ từ năm 1962 với tên gọi Korean Air Lines (KAL) và thuộc sở hữu của chính phủ Hàn Quốc. Năm 1969, KAL được Tập đoàn Vận tải Hanjin mua lại và chính thức trở thành công ty tư nhân.

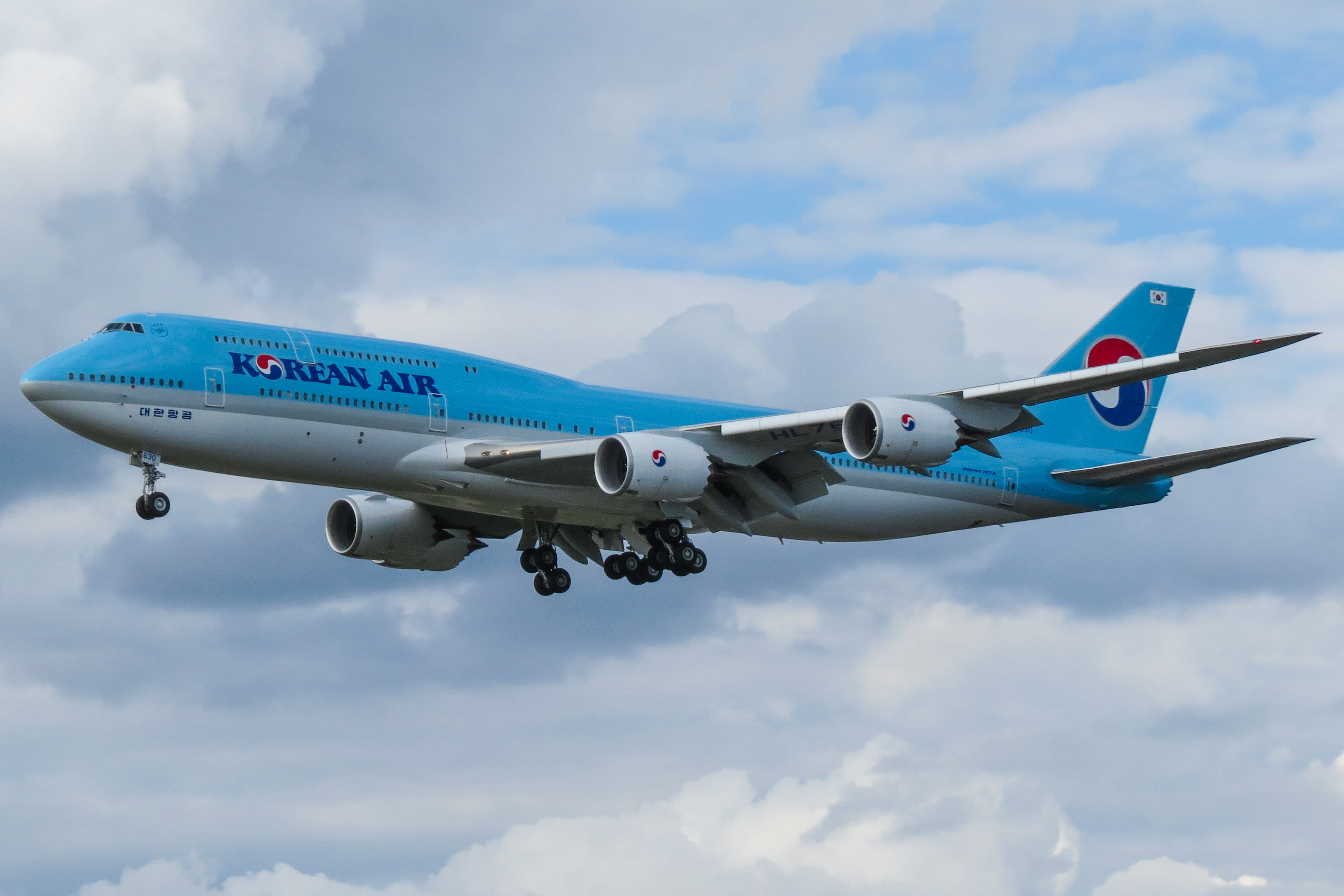
Boeing 747-8

Các chuyến bay đi Hồng Kông, Đài Loan, và Los Angeles được thực hiện bằng tàu bay Boeing 707 cho đến khi du nhập loại tàu bay Boeing 747 năm 1973. Năm 1973, KAL sử dụng Boeing 747 trên các tuyến Thái Bình Dương và bắt đầu phục vụ đi châu Âu đến Paris sử dụng loại 707 và DC-10. KAL cũng là khách hàng sử dụng Airbus đầu tiên ngoài châu Âu. Ngày 1 tháng 9 năm 1983, Chuyến bay số 007 của Korean Air Lines, cũng được gọi là KAL 007 hay KE007, đã bị các máy bay phản lực đánh chặn của Liên Xô bắn rơi ngay ở phía Tây của Đảo Sakhalin. Máy bay đang mang theo 269 hành khách và phi hành đoàn vào lúc đó, bao gồm có nghị sĩ Mỹ Lawrence McDonald. Không có ai sống sót. Liên Xô tuyên bố rằng họ không biết đó là tàu bay dân sự và cho rằng chiếc máy bay này đã đi vào không phận Liên Xô như một sự khiêu khích có chủ ý để thử khả năng phản ứng của Liên Xô.
Các máy bay của hãng đã được sơn lên ngày 1 tháng 3 năm 1984 và tên của hãng đã được đổi thành Korean Air từ tên cũ Korean Airlines. Tuy nhiên, tên này vẫn được dùng trong các tài liệu chính thức. Màu sắc và logo này được sơn lên lần đầu lên chiếc Fokker F28 của hãng. Logo và màu sắc này được thực hiện với sự hợp tác giữa Korean Air và hãng Boeing. Trong thập niên 1990 Korean Air đã trở thành hãng hàng không đầu tiên sử dụng máy bay MD-11 mới để bổ sung cho đội tàu bay mới của mình là những chiếc Boeing 747-400. Tuy nhiên, MD-11 không thoả mãn yêu cầu vận hành đã đặt ra. Do đó, những chiếc MD-11 của hãng đã được cải hoán thành máy bay vận tải hàng hóa cùng với các máy bay vận tải 747. Năm 1998, một cuộc khủng hoảng kinh tế đã tấn công Hàn Quốc dẫn đến việc giảm sút về hành khách và hàng hóa cũng như điểm đến của hãng. Hiện nay, Korean Air bay đến phần lớn các điểm đến ở Hoa Kỳ mà bất cứ hãng hàng không châu Á nào bay tới (10 thành phố du lịch tại 50 bang). Korean Air hiện sở hữu 25% cổ phần của hãng Okay Airways, một hãng hàng không có trụ sở ở Thiên Tân, Trung Quốc. Korean Air cũng có ý định tạo ra một trung tâm hoạt động nữa ở Trung Quốc. Khoảng năm 1997, Korean Air đã thành lập hãng KAL Catering, việc lập hãng này khiến cho Korean Air rút khỏi các hợp đồng với LSG Sky Chefs và tạo một hợp đồng mới với Servair.
Tháng 10 năm 2006, Korean Air đã danh dự giành được giải nhất của TIME Readers’ Travel Choice Awards 2006 cho hãng hàng không có hạng thương gia tốt nhất và giải thưởng Best Frequent Flyer Program đối với chương trình Skypass của hãng. Korean Air cũng được xếp hạng nhì về thể loại hãng hàng không được ưu thích. Tạp chí TIME đã tiến hành thăm dò bạn đọc của mình để có giải thưởng TIME Readers’ Travel Choice Awards 2006 từ 24 tháng 4 đến 25 tháng 6 năm 2006.

### Công tác đảm bảo an toàn

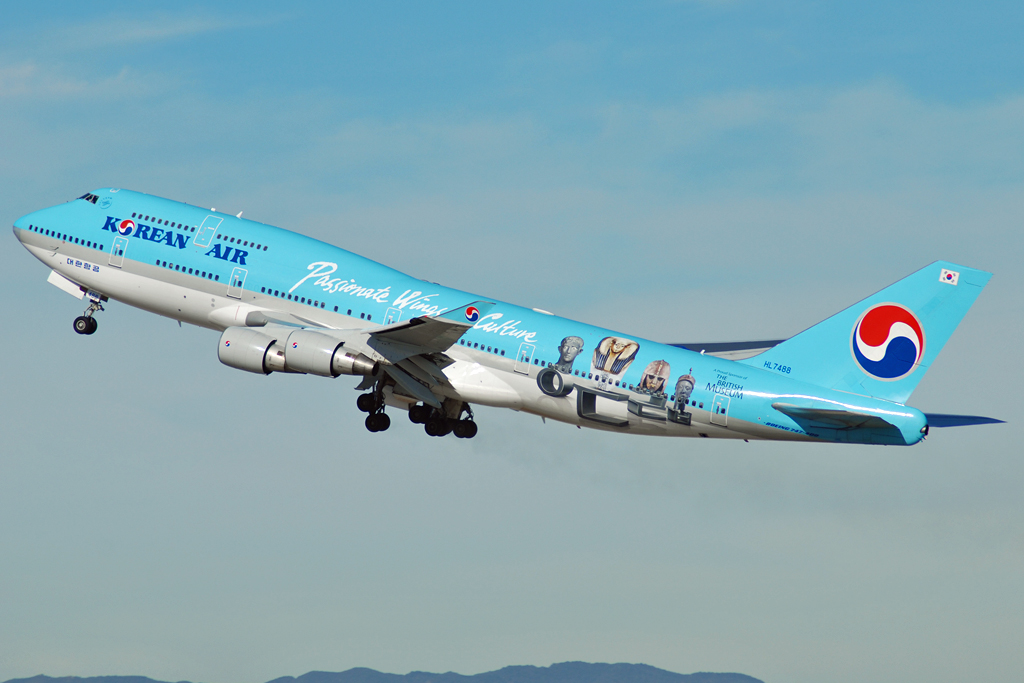
Boeing 747-400 quảng bá cho British Museum với khẩu hiệu "Passionate Wings to Culture".

Từ giữa thập niên 1980 đến cuối thập niên 1990, hãng Korean Air đã có vấn đề về an toàn. Trên thực tế, liên minh SkyTeam đã có lúc trong một thời gian ngắn loại hãng Korean Air ra khỏi chương trình hợp tác chia chỗ của mình cho đến khi hãng đã chứng tỏ được khả năng đảm bảo an toàn của mình. Cục hàng không Dân dụng Liên bang Hoa Kỳ, cơ quan điều phối sự ra vào không phận Hoa Kỳ đã khuyến cáo đội ngũ quản lý của Korean Air rằng quyền vào không phận của hãng sẽ bị hạn chế trừ phi sắp tới hãng có những thay đổi quyết liệt. Quân đội Mỹ và Bộ Ngoại giao Mỹ đã khuyên công dân của họ tránh đi bằng máy bay của hãng Korean Air nếu các hãng thương mại khác sẵn sàng. Đối thủ cạnh tranh của hãng là Asiana Airlines, đã thu lợi kếch xù từ việc suy giảm uy tín của hãng Korea Air trong khi lý lịch về an toàn của Asiana Airlines tốt hơn.
Kể từ khi chuyển sang thế kỷ 21, Korean Air đã chứng tỏ những cải tiến mạnh mẽ về công tác an toàn và đã áp dụng các nguyên tắc hiện đại của CRM (Crew Resource Management). Tháng 10 năm 2006, Korean Air đã giành được giải nhất trong cuộc bình chọn của bạn đọc tạp chí TIME đã cho thấy hãng đã giành lại lòng tin của khách đối với mình.

## Đội bay
Độ tuổi trung bình đội bay tính đến tháng 3 năm 2024 là 11.6 năm.

### Đội bay chở khách
Tính đến tháng 7 năm 2024 gồm các loại máy bay sau:
| Máy bay          | Đang hoạt động | Đặt hàng | Số khách (Hạng nhất/Hạng prestige/Hạng phổ thông) | Ghi chú                                                                      |
| ---------------- | -------------- | -------- | ------------------------------------------------- | ---------------------------------------------------------------------------- |
| Airbus A220-300  | 10             | —        | 140 (0/0/140)                                     |                                                                              |
| Airbus A321neo   | 11             | 39       | 182 (0/8/174)                                     | Giao hàng từ năm 2022                                                        |
| Airbus A330-200  | 3              | —        | 218 (0/30/188)                                    |                                                                              |
| Airbus A330-300  | 21             | —        | 276 (0/24/252)                                    |                                                                              |
| Airbus A330-300  | 21             | —        | 284 (0/24/260)                                    |                                                                              |
| Airbus A330-300  | 21             | —        | 272 (0/24/248)                                    |                                                                              |
| Airbus A350-900  | —              | 6        | TBA                                               |                                                                              |
| Airbus A350-1000 |                | 27       | TBA                                               |                                                                              |
| Airbus A380-800  | 5              | —        | 407 (12/94/301)                                   | Dừng khai thác vào năm 2026                                                  |
| Boeing 737-800   | 2              | —        | 147 (0/12/135) 138 (0/12/126)                     |                                                                              |
| Boeing 737-900   | 9              | —        | 188 (0/8/180)                                     |                                                                              |
| Boeing 737-900ER | 6              | —        | 173 (0/8/165) 159 (0/12/147)                      |                                                                              |
| Boeing 737 MAX 8 | 5              | 25       | 146 (0/8/138)                                     | Giao hàng từ năm 2022                                                        |
| Boeing 747-8     | 5              | —        | 368 (6/48/314)                                    | Nghỉ hưu vào năm 2031                                                        |
| Boeing 777-200ER | 8              | —        | 261 (6/28/225)                                    |                                                                              |
| Boeing 777-300   | 4              | —        | 338 (6/35/297)                                    |                                                                              |
| Boeing 777-9     | __             | 20       | TBA                                               | Giao hàng từ năm 2028                                                        |
| Boeing 777-300ER | 25             | —        | 277 (8/42/227) 291 (8/56/227)                     | Hai chiếc sẽ chuyển đổi sang vận chuyển hàng hóa Thay thế cho Boeing 747-400 |
| Boeing 787-9     | 14             | 6        | 269 (0/24/245)                                    |                                                                              |
| Boeing 787-9     | 14             | 6        | 278 (0/24/254)                                    |                                                                              |
| Boeing 787-10    | 1              | 19       | 325 (0/36/289)                                    | Giao hàng từ năm 2024                                                        |
| Tổng cộng        | 129            | 142      |                                                   |                                                                              |

 *First Class is offered on domestic and short-haul Flights. Prestige Class is offered on international medium-long haul flights.

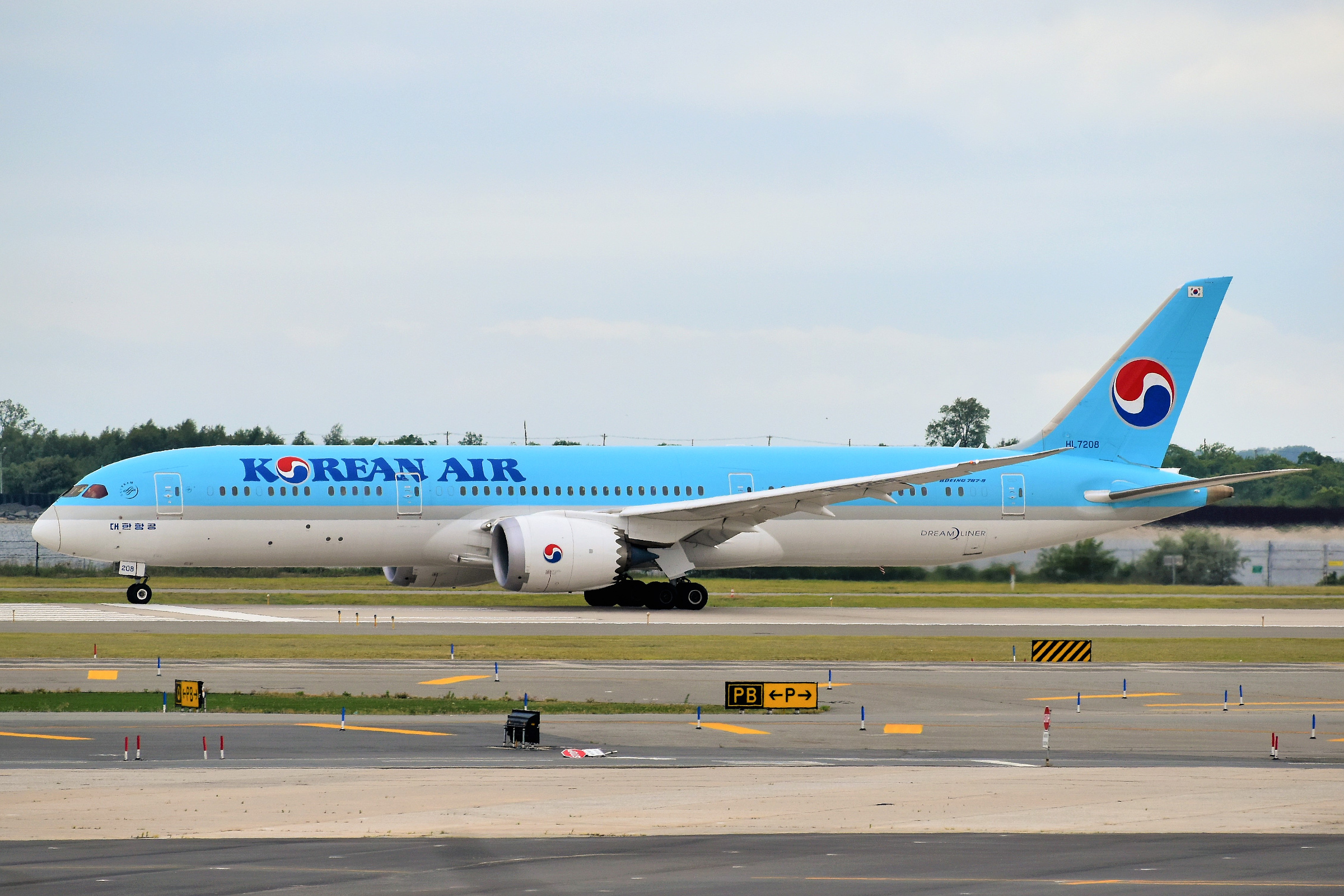
Boeing 787-9 đang chuẩn bị cất cánh tại Sân bay quốc tế John F. Kennedy.

### Đội bay chở hàng
Đến tháng 6 năm 2024, đội bay vận chuyển hàng hóa của Korean Air Cargo bao gồm:
| Máy bay           | Số lượng | Ghi chú |
| ----------------- | -------- | ------- |
| Boeing 747-400ERF | 4        |         |
| Boeing 747-8F     | 7        |         |
| Boeing 777F       | 12       |         |
| Tổng cộng         | 23       |         |

Ngày 31 tháng 5 năm 2005 Korean Air đã ký một thỏa thuận mua một chiếc Boeing 747-400ERF, chuyển đổi một lựa chọn trong năm 2004, mang đến tổng số các đơn đặt hàng mua máy bay của Korean Air lên 8, trong đó 5 đơn đã được giao hàng. Máy bay mới dự kiến bàn giao tháng 5 năm 2006. Hãng cũng đang đặt hàng các loại tàu bay vận chuyển 747-8 và 777.
Korean Air Cargo đã được IATA xếp hạng nhất thế giới về hoạt động vận chuyển hàng bằng đường hàng không trong hai năm liên tục (2004-2005).

### Đội bay ngừng sử dụng
| Máy bay                    | Năm bắt đầu khai thác | Năm dừng sử dụng   | Thay thế           | Ghi chú                                           |
| -------------------------- | --------------------- | ------------------ | ------------------ | ------------------------------------------------- |
| Airbus A300B4-103          | 1975                  | 1997               | Airbus A330        |                                                   |
| Airbus A300B4-200F         | 1986                  | 2000               |                    |                                                   |
| Airbus A300-600            | 1987                  | 2012               | Airbus A330        |                                                   |
| Airbus A300-600RF          |                       | 2015               |                    |                                                   |
| Boeing 707-320B            | 1971                  | Từ năm 1978 - 1989 | Boeing 747-200B    | Tai nạn chuyến bay KE902                          |
| Boeing 707-320C            | 1971                  | Từ năm 1987 - 1989 | Boeing 747-200B    | Tai nạn chuyến bay KE858                          |
| Boeing 720-200             | 1969                  | 1976               | Boeing 747-200B    |                                                   |
| Boeing 727-100             | 1972                  | 1985               | Boeing 737 NG      |                                                   |
| Boeing 727-200             | 1980                  | 1986               | Boeing 737 NG      |                                                   |
| Boeing 747-200B            | 1978                  | Từ năm 1980 - 1998 |                    | Tai nạn chuyến bay KE007 Tai nạn chuyến bay KE015 |
| Boeing 747-200F            |                       | 2006               | Boeing 747-400ERF  | Tai nạn chuyến bay KE8509                         |
| Boeing 747SP               |                       | 1998               |                    |                                                   |
| Boeing 747-300             |                       | 2005               | Boeing 777-200ER   | Tai nạn chuyến bay KE801                          |
| Boeing 747-300C            |                       | 2006               |                    |                                                   |
| Douglas DC-3               |                       | Những năm 1970     |                    |                                                   |
| Douglas DC-4               |                       | Những năm 1970     |                    |                                                   |
| McDonnell Douglas DC-9     |                       | 1973               |                    |                                                   |
| McDonnell Douglas DC-10-30 |                       | 1996               |                    | Bán cho Northwest Airlines                        |
| McDonnell Douglas MD-11    |                       | 2005               |                    |                                                   |
| McDonnell Douglas MD-82    |                       | 2005               | Boeing 737-800/900 |                                                   |
| McDonnell Douglas MD-83    |                       | 2005               | Boeing 737-800/900 |                                                   |
| Fokker F27 Friendship      |                       | Những năm 1980     |                    |                                                   |
| Fokker F28 Fellowship      |                       | 1989               |                    |                                                   |
| Fokker F100                |                       | 2005               | Boeing 737-800/900 | Bán cho Iran Aseman Airlines                      |
| NAMC YS-11                 |                       |                    |                    |                                                   |

## SKYPASS
SKYPASS là chương trình khách hàng bay thường xuyên của hãng Korean Air. "SKYPASS" cũng thể hiện bằng thẻ xanh mà hãng Korean Air cấp cho khách hàng bay thường xuyên của hãng. Khẩu hiệu của SKYPASS là "Vượt quá tưởng tượng của bạn" được in trên thẻ. Chương trình này được áp dụng cho hành khách có số chiều dài tuyến bay trong một thời gian 3 năm đạt con số nhất định. Tiêu chuẩn để đạt được mức cao nhất đỉnh điểm của chương trình dựa trên số km bay trong đời đã bay cùng hãng, yêu cầu khách hàng bay 1 triệu dặm (1,6 triệu km). Đến mức đỉnh cao này thì thẻ hội viên SKYPASS là suốt đời.

## Các thỏa thuận chia sẻ chỗ
Korean Air có các thỏa thuận hợp tác chia chỗ với các hãng sau (tính đến tháng 11 năm 2022):
| - Aeroflot - Aerolíneas Argentinas - Aeroméxico - Air Europa - Air China - Air France - Air Tahiti Nui - Alaska Airlines - Alitalia - American Airlines - China Airlines - China Eastern Airlines - China Southern Airlines | - Etihad Airways - Czech Airlines - Delta Air Lines - EgyptAir - Emirates - Garuda Indonesia - Gol Transportes Aéreos - Hainan Airlines - Hawaiian Airlines - Japan Airlines - Jin Air - KLM - LATAM Brasil | - Kenya Airways - LATAM Chile - LATAM Perú - MIAT Mongolian Airlines - Malaysia Airlines - Myanmar Airways International - Royal Brunei Airlines - Rossiya - Saudia - Shanghai Airlines - Uzbekistan Airways - Vietnam Airlines - WestJet - Xiamen Air |

Korean Air là một thành viên sáng lập SkyTeam, liên minh các hãng hàng không lớn thứ 2 trên thế giới.
Korean Air là đối tác hàng không của Skywards, chương trình bay thường xuyên cộng tác với Emirates và SriLankan Airlines.

## Thư viện logo

Logo đầu tiên của Korean Air Lines với tư cách là một công ty nhà nước (1962-1969)
Phiên bản đầu tiên của logo thứ hai của Korean Air Lines và logo đầu tiên của Hanjin (tháng 3-tháng 10 năm 1969)
Phiên bản thứ hai của logo thứ hai của Korean Air Lines (tháng 10 năm 1969 - ngày 1 tháng 3 năm 1984)
Logo thứ ba của Korean Air (1 tháng 3 năm 1984-11 tháng 3 năm 2025)
Logo thứ tư của Korean Air (kể từ ngày 11 tháng 3 năm 2025)